# Bombardement de Haïphong
Le bombardement de Haïphong, aussi appelé massacre de Haïphong ou incident de Haïphong, est une action militaire entreprise par l'Armée française contre le Vietminh le 23 novembre 1946 à Haïphong au Vietnam. Le bilan humain est lourd : les estimations oscillent entre 300 et 20 000  morts, principalement des civils, 6 000 étant l'estimation la plus reprise[réf. nécessaire]. Le massacre provoque le début de la guerre d'Indochine avec la bataille de Hanoï en décembre 1946.

## Contexte
Lorsqu'en septembre 1945 à Hanoï, Hô Chi Minh, fondateur du Parti communiste vietnamien, proclame l'indépendance de la république démocratique du Vietnam à la suite de la révolution d'Août, la politique française hésite entre la reconquête ou la conciliation. Le voyage d'Hô Chi Minh en France (été 1946) permet d'envisager un compromis. Mais chaque camp se prépare à l'affrontement.
Le 10 septembre 1946, les Français reprennent le service des douanes alors que cela devait être négocié. L'état-major français, sur place, obéissant aux ordres de l'amiral Georges Thierry d'Argenlieu, promu vice-amiral d'escadre en mars 1946, multiplie les provocations. 
À Haïphong, le 20 novembre 1946, les Vietnamiens s'opposent au contrôle douanier par les Français d'une jonque qui fait de la contrebande en tirant sur les Français. L'affrontement dégénère mais un cessez-le-feu est déclaré : on revient au statu quo ante bellum,. 
L'objectif est de profiter de la situation pour améliorer la position française et mettre un terme à l'indépendance que le Vietnam était en train d'acquérir.

## Le bombardement

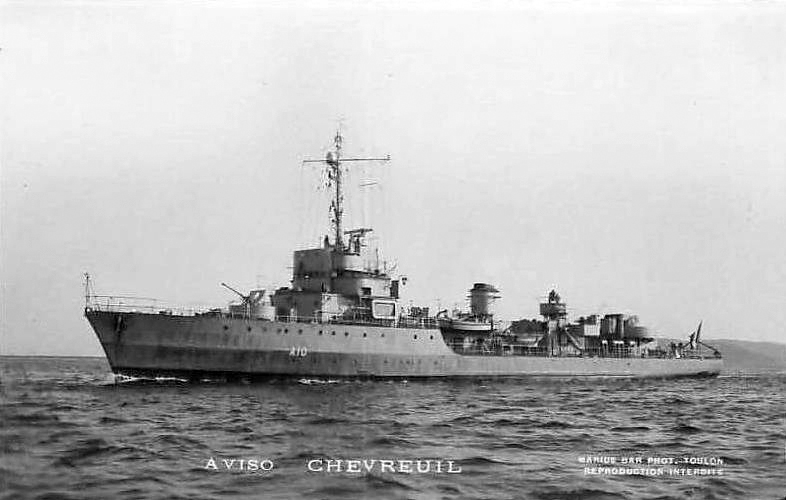
L'aviso sur lequel navigue Henri Martin.

Le 23 novembre 1946 à 9 h, un ultimatum de trois quarts d'heure est adressé aux Vietnamiens et l'offensive terrestre française commence sur Haïphong. Lorsqu'elle rencontre une résistance, le colonel Debès, sur les instructions du général Valluy qui lui a demandé « de donner une dure leçon à ceux qui nous ont traitreusement attaqués », ordonne à la marine de bombarder. Trois avisos, les Chevreuil, Savorgnan de Brazza et Dumont d'Urville, détruisent les paillotes avec des obus de 138 et de 152,. 
Henri Martin, qui était à bord de l'aviso Chevreuil, prétend que le croiseur Suffren a participé à l'opération, allégation discutée, reprise cependant dans plusieurs ouvrages.
Les tirs visent des civils qui fuient les combats, que les marins français ont peut-être pris pour des combattants à l'assaut selon Paul Mus. Les quartiers chinois et vietnamiens sont complètement détruits.

## Bilan
D'après Paul Mus, conseiller politique de Leclerc, citant l'amiral Robert Battet qui a mené l’enquête huit jours après, le nombre de morts se chiffre à 6 000, estimation la plus reprise,, principalement des civils. Le général Valluy estime quant à lui qu'il y a eu 300 victimes. L'historienne Georgette Elgey estime le chiffre de 6 000 « peut-être excessif » puisqu'il représente 10 % de la population de la ville, mais « qu'il n'en reste pas moins que jamais au cours d'un quelconque incident franco-vietnamien le nombre de victimes n'avait atteint une ampleur comparable ».
Le Viêt-Minh a estimé entre 10 000 et 20 000 le nombre de tués. Les services de renseignement français ont également diffusé secrètement ce chiffre dans l’intention de montrer que l’État communiste vietnamien ne pouvait pas protéger sa population de l’armée française. Dans une lettre de décembre 1946, Ho Chi Minh fait état d’environ 3 000 morts lors de l’incident dans les combats. Le consul américain a fait état d’environ 2 000 morts.
Selon l'historien Thomas Vaisset, les estimations oscillent entre 300 et 20 000 morts

## Conséquences
Selon l’historien Anthony James Joes, après « cet acte barbare et stupide » il n'est plus question de « paternalisme français » mais d'une vraie guerre pour se maintenir au pouvoir. Malgré ses proportions, ce bombardement tragique ne marque pas, dans les faits, le début de la guerre d'Indochine. C'est officiellement le 19 décembre 1946 qui marque le début de la guerre d’Indochine, quand les milices viêt-minh répliquent à Hanoï.

## Suites
Les suites du bombardement de Haïphong ont été au coeur de l'affaire Henri Martin, une affaire judiciaire qui s'est déroulée en France de 1949 à 1953, du nom d'Henri Martin, un jeune marin communiste, témoin occulaire des événements de fin 1946, innocenté par le tribunal d'une accusation de sabotage du porte-avions Dixmude dans la rade de Toulon, mais condamné à cinq ans de prison pour avoir distribué à partir de 1949 des tracts témoignant contre la guerre d'Indochine et gracié après trois ans derrière les barreaux, après une campagne dans l'opinion.